# 清平戲院

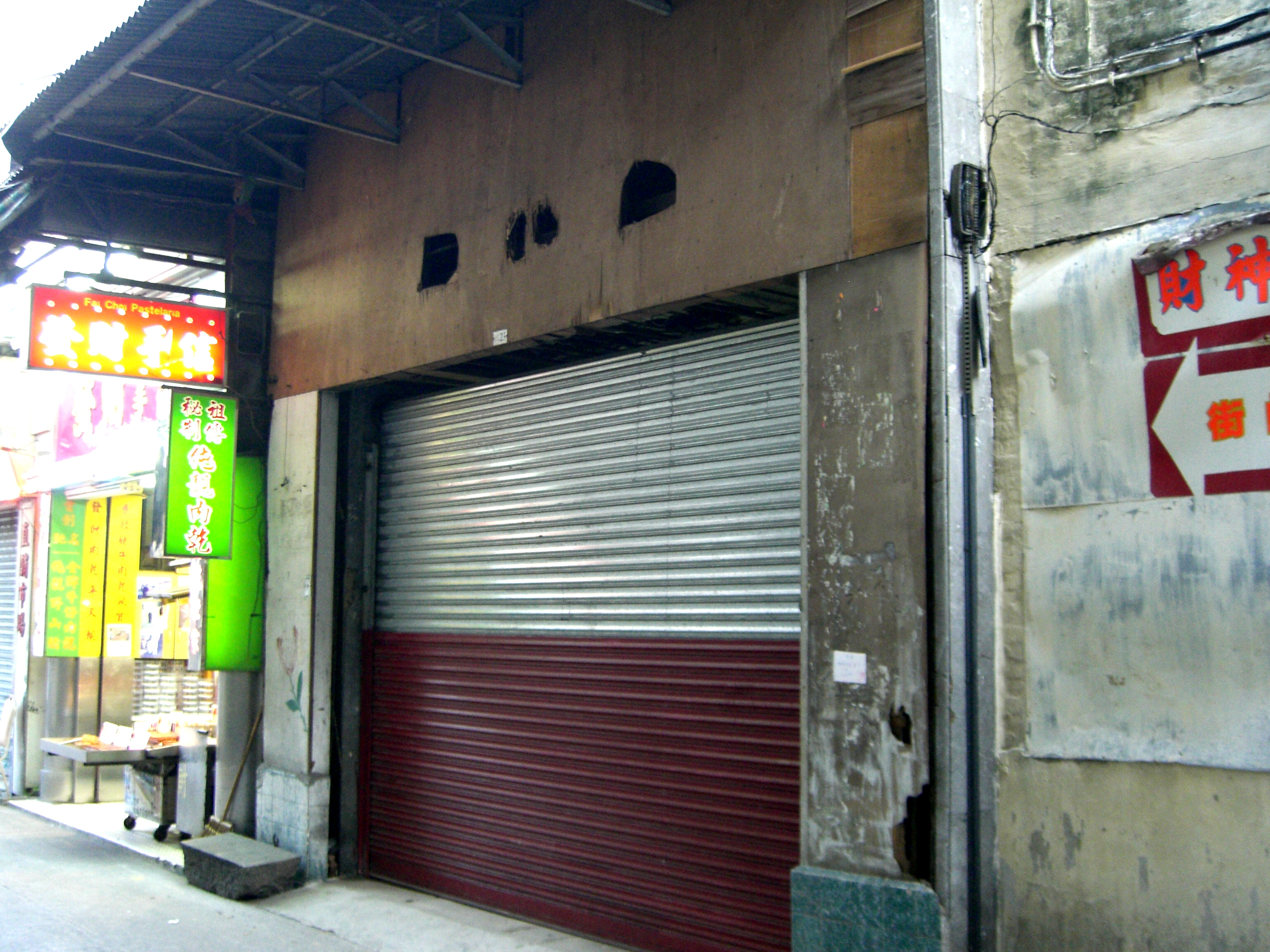
清平戲院正門

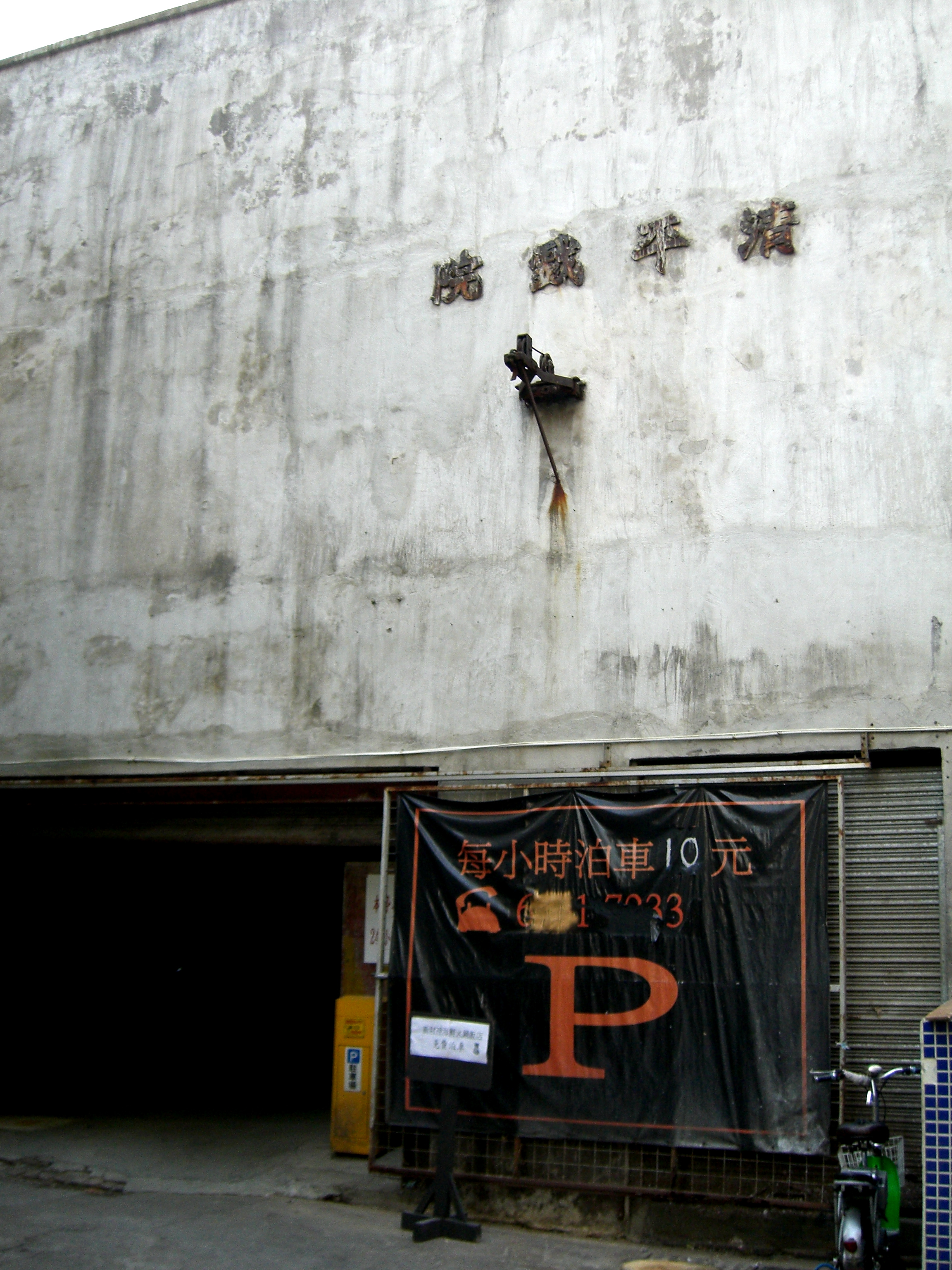
清平戲院橫門，可見「清平戲院」大字，已改建為停車場

清平戲院是澳門一所已結業的戲院，位於澳門內港清平直街23號，為粵港澳地區最早開辦的戲院。“清平”之名寓意娛樂升平，落成於1875年（清同治十四年），清平直街和清平街亦因戲院而起名。該戲院曾經是粵劇表演的一個重要場地，後來則兼放電影，但隨着1990年代澳門戲院業的市道不佳，清平戲院在1992年歇業。

## 歷史沿革

### 興建
清平戲院所在地原為澳門內港一段濕地，在清同治年間獲澳門總督批地指明興建戲院。1866年（清同治五年）由澳門富紳王祿、王棣父子集資填海開闢街區。戲院於1870年10月動工，至1872年初步竣工並進行裝修。建築內格調仿古劇院，設計為圓桶形，一方為戲台，三方為座椅。1875年（清同治十四年）正式落成啟用，專供上演粵劇。開業當日正值王祿壽辰，兒子王棣为父親安排廣州永豐年第一班上演首場《香花山大賀壽》，還在戲院大排筵席。

### 滄桑
自戲院開業後，清平戲院成為粵劇戲班的演出重地。由於戲院為該區最具規模的戲院，與福隆新街一帶組成澳門昔日最繁盛的商業地區和煙花場所。1925年，王氏子孫成立和合公司並添置了電影放映設備，上演粵劇為主兼放電影，上映的第一部電影是默片《白姊妹》。澳門富商何賢曾分別在1958年和1960年邀請廣東粵劇院第一團到澳門演出，而1960年春節更一連演出10天，諸如白駒榮、羅品超、楚岫雲、羅家寶、少昆倫等當代粵劇名伶均雲集在此。在粵劇及電影業的興盛時期，不少粵劇名伶都曾此演出，清平戲院曾是澳門九間放映大電影的戲院之一。
後來戲院業權輾轉落到在1957年成立的成利娛樂公司手中，1970年代曾進行過改建，自此後20年間都未曾進行過大裝修。隨時代變遷，戲院曾改裝戲台，而上演粵劇隨之而減少，其後更淪為上映舊片及色情片。終於在1992年8月21日，清平戲院正式結業。

## 歇業後
清平戲院結業後，原址曾用作貨倉，之後便一直丟空，甚至曾被賊人利用鑿牆爆竊旁邊的商鋪。2000年時附近街坊曾建議把戲院拆卸並改為大笪地，2003年澳門歷史文物關注協會則建議把戲院改建為粵劇博物館，但最終皆未能成事。而又因為建築物樓齡高，曾經出現石屎剝落，業權人及政府仍關注戲院的外牆維修，在2005年至2006年這兩年間就修葺過三次。2007年時被改裝為停車場。至今，其外牆可見「清平戲院」四個大字作為歷史見證。